# Rumex gracilescens
Rumex gracilescens är en slideväxtart som beskrevs av Karl Heinz Rechinger. Rumex gracilescens ingår i släktet skräppor, och familjen slideväxter. Inga underarter finns listade i Catalogue of Life.